# Juan Sureda Bimet
Juan Sureda Bimet (Valldemosa, 27 de julio de 1872 – Palma de Mallorca, 28 de abril de 1947) fue un mecenas de las letras y las artes y un intelectual mallorquín. Su hijo fue el artista Jacobo Sureda.

## Biografía
Nació en el Palacio de la ex-Cartuja de Valldemosa en Mallorca y fue el sexto hijo y heredero de Juan Sureda Villalonga, personalidad destacada en el mundo económico mallorquín del siglo XIX y de Celina Bimet Rouscada de ascendencia francesa. Fue nieto del arquitecto mallorquín Juan Sureda Ripoll (1785-1865). 
Fue educado en el Colegio de San José de Valencia, regentado por la Compañía de Jesús. Estudió en Madrid Filosofía y Letras y Derecho. Hablaba francés, inglés, alemán y conocía el latín y el griego. A causa de una sordera que le afectó desde joven no ejerció su profesión y orientó su vida al estudio y la reflexión de la filosofía, la historia, la pintura y el arte.
El 19 de octubre de 1896 se casó con Pilar Montaner Maturana, hija del Almirante Jaime Montaner, perteneciente a una familia noble que poseía excelentes dotes para la pintura, a la que empujó en 1906 a estudiar en Madrid con Sorolla - acompañada del pintor Antonio Gelabert amigo de la familia- y que acabó convirtiéndose en una de las mejores pintoras españolas del primer cuarto de siglo XX. Con Pilar tuvo catorce hijos, de los que sobrevivieron once. Cuando va a Madrid para ampliar sus estudios ya tienen siete hijos y él junto a la servidumbre asume sus cuidados rompiendo con el papel tradicional de la familia. 
En julio de 1906 llega Valldemosa Antonio Maura y para cubrir la estancia en la isla de Mallorca del ministro llega Azorín a quien Sureda acoge en su casa. En el mes de noviembre conoce a Rubén Darío iniciando una importante amistad fruto de la admiración que el mallorquín siente por el modernismo.

### La Cofradía de la Belleza
Sus profundas convicciones intelectuales le llevaron a crear, junto a los pintores John Singer Sargent, Santiago Rusiñol, Joaquín Mir y algunos eruditos mallorquines, la Cofradía de la Belleza, una exclusiva asociación cuyos únicos objetivos eran la exaltación de la naturaleza y el estudio de la cultura, especialmente en todo lo relacionado con la pintura y la literatura. En el Palacio del Rey Sancho de Valldemosa, su residencia principal, estuvieron alojados largas temporadas y a gastos pagados, escritores famosos como Rubén Darío a finales de 1913, Miguel de Unamuno en 1916, Osvaldo Bazil, Azorín, Jorge Guillén, Eugenio d’Ors, y pintores como Santiago Rusiñol, John Singer Sargent o Joaquín Sorolla. Con todos ellos mantendría una profunda amistad y una intensa relación epistolar.
En 1917 inicia una etapa como conferenciante. El 25 de abril en el Museo Diocesano interviene con "La Evolución de la pintura en el siglo XIX" y publica diversos artículos en la revista Mallorca.
El advenimiento de la crisis a escala mundial, el despilfarro y una mala gestión de sus bienes le llevaron, sin embargo, a la ruina, siendo desahuciado en 1931 del Palacio del Rey Sancho, una de sus últimas posesiones, al no poder hacer frente a las hipotecas. 
De fuertes convicciones católicas, fue un conservador y un monárquico convencido. Pero profundamente abatido por las pérdidas económicas, poco antes de la Guerra Civil Española Juan Sureda se afilió a Falange Española, donde tuvo un papel de cierta relevancia en el seguimiento político de algunos intelectuales, como Georges Bernanos. Nuevos reveses familiares y el desencanto con el bando nacional le hicieron también crítico con los vencedores, abandonando seguidamente toda actividad política. Los últimos años de su vida los pasó en soledad y dependiendo de ayudas familiares. Murió en Palma en 1947. 
Su vida y su comportamiento extravagante fueron recogidos en la obra de Azorín, Mario Verdaguer, Melanie Pflaum, Miguel de Unamuno o Rubén Darío y aparecen caricaturizados en la novela La Isla del Segundo Rostro, de Albert Vigoleis Thelen. 

## Vida personal
En 1896 se casó con la que posteriormente sería una reputada pintora modernista de principios del siglo XX, Pilar Montaner Maturana. Tuvieron catorce hijos de los que sobrevivieron once, entre ellos el poeta ultraísta Jacobo Sureda, el pintor Pedro Sureda o la escultora Pazzis Sureda.